# Aeroportul Regional Hudson Valley
Aeroportul Regional Hudson Valley (IATA: POU, ICAO: KPOU, FAA LID: POU) este un aeroport din New York, Statele Unite ale Americii ce deservește zona Poughkeepsie⁠(d). Aeroportul a fost tranzitat în 2019 de 74 de pasageri.
Situat la o altitudine de 50 m, aeroportul dispune de 3 piste.

## Infrastructură

### Piste
Aeroportul dispune de 3 piste: 
- pista 06/24 din asfalt, cu dimensiunile 5.001 picioare × 100 picioare
- pista 07/25 din Iarbă, cu dimensiunile 1.358 picioare × 100 picioare
- pista 15/33, cu dimensiunile 2.744 picioare × 100 picioare